# 斯莫爾斯塔本冰原島峰
71°30′S 10°52′E / 71.500°S 10.867°E
斯莫爾斯塔本冰原島峰（英語：Smørstabben Nunatak）是南極洲的冰原島峰，位於毛德皇后地的阿斯特里德公主海岸，屬於洪堡山脈的一部分，處於埃克赫內峰以西18公里，由德國探險隊發現和拍攝照片，現時由南極條約體系管理。